# Aleochara thoracica
Aleochara thoracica är en skalbaggsart som beskrevs av Thomas Casey 1906. Aleochara thoracica ingår i släktet Aleochara och familjen kortvingar. Inga underarter finns listade i Catalogue of Life.